# Alison Wright
Alison Wright (Sunderland, Inglaterra, 12 de julio de 1976) es una actriz británica conocida principalmente por su trabajo en The Americans.

## Vida personal
Alison Wright nació en Sunderland el  12 de julio de 1976. Se crio en una familia adoptiva, como hija única de un contable y una trabajadora social.
Con los años, se puso en contacto con su familia biológica, con quien ahora guarda una buena relación.
A los cuatro años, ya se notaba su inclinación por el drama, y una tía le aseguró a su madre que acabaría en las calles o como actriz.
Para cuando empezó la educación primaria, ya realizaba pequeñas pantomimas musicales.
Posteriormente, estudiaría teatro musical en la Newcastle College of Performing Arts, claqué y patinaje sobre hielo.
Quiso estudiar en el Instituto de Teatro y Cine Lee Strasberg para aprender el Método, y se mudó a Nueva York para estudiar allí mientras se iba ganando la vida con pequeños trabajos y participaba en obras teatrales menores e iba conociendo a gente del mundo del espectáculo.

## Carrera
Trabaja como una actriz estadounidense, y pocas veces tiene que usar su acento, siendo una de estas su participación en Sneaky Pete.
Sus primeras actuaciones fueron en teatro. Ha actuado con The New Group en Marie & Bruce (junto a Marisa Tomei) y Rafta Rafta. También con The Barrow Group en  The Thickness of Skin and Short Stuff IV: Pops. Otras obras en las que ha participado son Educating Rita, Godspell, The Little Mermaid, Bye Bye Birdie y The Golden Age.
El primer papel en televisión de Alison fue el de Martha Hanson en The Americans (desde 2013), personaje de aparición recurrente a lo largo de dicha serie, cosa poco habitual ya que la mayoría de actores empiezan con personajes menores de una sola aparición, como de cadáver en Law & Order.
En el cine, ya había actuado, siendo su primer papel en 2007, en The Nanny Diaries.
En 2017, participó en la obra teatral Sweat, de Lynn Nottage, obra ganadora de un Pulitzer de teatro y nominada a tres Premios Tony.
En 2017, consiguió el papel de Pauline Jameson en Feud, sin necesidad de audición, gracias a la impresión causada al director.

## Filmografía

### Actriz

#### Películas
| Año  | Título            | Papel         | Notas  |
| ---- | ----------------- | ------------- | ------ |
| 2007 | The Nanny Diaries | Bridget       |        |
| 2009 | Nights            | Camarera      | Cortos |
| 2011 | Braaains!         | Monique Gold  | Cortos |
| 2015 | Growing Up Smith  | Sra. Reynolds |        |
| 2016 | The Accountant    | Justine       |        |
| 2017 | Active Adults     | Terapeuta     |        |
| 2018 | Ask For Jane      | Ada           |        |
| 2019 | Georgica          | Sophie        | Corto  |

* Fuente: Imdb

#### Series
| Año       | Título        | Papel           | Notas                                     |
| --------- | ------------- | --------------- | ----------------------------------------- |
| 2013      | Blue Bloods   | Brijita Holden  | Episodio "Lost and Found"                 |
| 2013-2017 | The Americans | Martha Hanson   | 47 episodios                              |
| 2015-2019 | Sneaky Pete   | Marjorie        | 14 episodios                              |
| 2016      | Confirmation  | Virginia Thomas | Película para televisión                  |
| 2017      | Feud          | Pauline Jameson | 8 episodios                               |
| 2019      | Castle Rock   | Valerie         | 6 episodios                               |
| 2020      | Hollywood     | Sra. Roswell    | Miniserie Episodio "Hooray for Hollywood" |
| 2020-2022 | Snowpiercer   | Ruth Wardell    |                                           |

* Fuente: Imdb

### Productora
| Año  | Título   | Notas              |
| ---- | -------- | ------------------ |
| 2019 | Georgica | Corto Coproductora |

* Fuente: Imdb

## Premios
| Año  | Premio                                       | Trabajo       | Resultado | Notas |
| ---- | -------------------------------------------- | ------------- | --------- | ----- |
| 2017 | Mejor actriz invitada en una serie dramática | The Americans | Nominada  | [ 8 ] |

| Año  | Premio                  | Trabajo       | Resultado |
| ---- | ----------------------- | ------------- | --------- |
| 2016 | Mejor actriz secundaria | The Americans | Nominada  |
| 2017 | Mejor actriz invitada   | The Americans | Nominada  |

* Fuente: Imdb
| Año  | Premio                                         | Trabajo       | Resultado |
| ---- | ---------------------------------------------- | ------------- | --------- |
| 2016 | Mejor actriz secundaria en una serie dramática | The Americans | Nominada  |
| 2017 | Mejor actriz invitada en una serie dramática   | The Americans | Nominada  |

* Fuente: Imdb
| Año  | Premio                                                                             | Trabajo       | Resultado |
| ---- | ---------------------------------------------------------------------------------- | ------------- | --------- |
| 2017 | Mejor actriz secundaria en una serie, miniserie o película animada para televisión | The Americans | Nominada  |

* Fuente: Imdb